# 地形图
地形图（英語：topographic map）是一种以大比例尺及地形的定量表达为特征的地图。在过去制图时，可能用到很多不同的方法，如cartographic relief depiction （页面存档备份，存于）。现代制图则常使用等高线。对地形图的传统定义对天然和人造的地形特征都要进行表达。

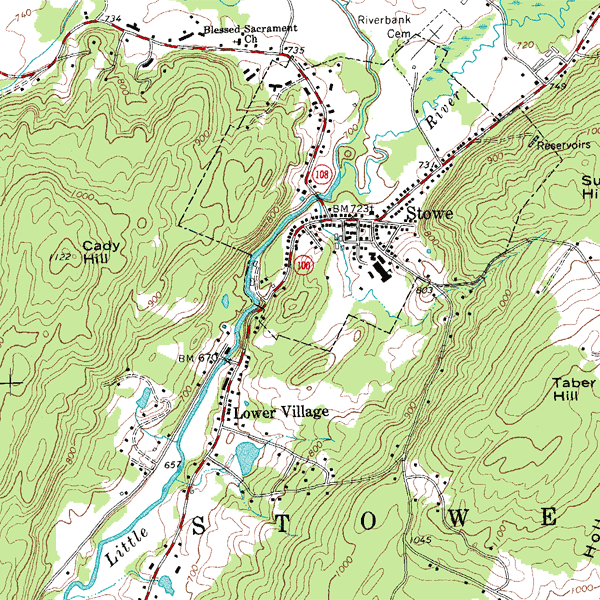
有等高线的地形图示例

地形信息中心（The Centre for Topographic Information）提供了地形图的定义：“地形图是用于表达地面的人文和自然特征的详细且准确的地图。（A topographic map is a detailed and accurate graphic representation of cultural and natural features on the ground.）”

## 历史
地形图是在地形测量的基础上制作的。这种图纸使用了大比例尺，并标明了大量地标和地形信息。这和较早只有地产和政治边界的地籍调查是不一样的。第一套整个国家的多页地形图集是在1789年完成的。地形调查由军队进行，并用于辅助战斗计划及防御部署（这也是英国地形测量局Ordnance Survey名称的由来，意为军事调查）。在这种情况下，海拔信息十分重要。
在此之后，地形图集也成为了现代化国家在规划基础设施和矿产探测中的基础国家资源。1879年，美国的国家地图制作工作由原来的美国陆军工程兵团和美国内政部共同完成转移到新成立的美國地質調查局，并一直保留到现在。一

## 应用
当今，地形图的用途十分广泛，包括了地理规划或大规模建筑；地球科学和一些其它的地理学科；采矿和其它的勘探工作；休闲用途如徒步旅行，特别是在需要非常详细地图的野外定向活动。

## 地图规范
地形图上使用了很多专用的符号来表示各种不同的特征。例如，使用不同颜色来对道路进行分类。通常在地图的边缘也会有这些符号的注释，或另行发布符号表供查询。
地形图通常使用等高线来表现地形，也称“等高线图”。等高线采用弧线将相同海拔的点连接在一起。换句话说，如果每个标注的点都在100米的高度，这条线代表的就是100米海拔。
这里有使用地形图时的一些要点。
- V形规则：如果等高线呈V形，通常该处为河谷，排水沟通过上流的V点处。这种地形由侵蚀造成。
- O形规则：闭合的环形里面通常是上坡，四周则为下坡，而圆心就是最高的地方。如果环形表示地势下降，一些地图会使用从里向外辐射的短线表示，称为“阴影线”。
- 等高线间距：等高线靠得较近表示地势较陡，反之如果距离较远则是相对较平的地势。如果有两条以上等高线合并在一起则表示峭壁。

当然如果要知道两点之间的地势差，应该知道等高线的间距或两条相邻等高线之间的海拔距离，一般这些信息会列在地图底部。多数情况下，整张地图的等高线间距都是一致的。有时会使用虚线的等高线，这些虚线表示等高线间距的一半。
地形图一般不只包括等高线，还会有重要的河流或其它水体、森林、建筑群或独立建筑（根据具体规模），以及其它需要注意的特征和位置。
今天，地形图会采用空中摄像的照相测量术来制作。早期的地形图则使用传统的测绘设备来制作。

## 国家/地區地形图系列的发行部门
多数国家都有各种国家地图项目，以下列出了部分地图发行部门。很多商业部门会提供国际的地形图。

### 加拿大
地形信息中心（Centre for Topographic Information）负责制作比例尺为1:50,000和1:250,000的加拿大地形图。这个部门也称为国家地形系统（National Topographic System, NTS）。政府原计划停止出版一切硬拷贝和纸版的地形，而只出版电子版的地图。但在2006年由于公众反对，这一计划受到搁浅。

### 丹麦
丹麦国家测绘及地籍中心负责制作丹麦、格陵兰和法罗群岛的地形图及海图。

### 芬兰
芬兰土地测绘中心（National Land Survey of Finland）负责制作比例尺为1:20,000和1:50,000的芬兰地形图。

### 法国
法国国家地理研究院（Institut géographique national, IGN）制作比例尺为1:25,000和1:50,000的法国地形图。

### 印度
印度地质调查局负责印度全部地形图的控制、测量及制图。

### 日本
国土地理院负责日本基础地图的制作。标准地图的比例尺为1:25,000、1:50,000、1:200,000和1:500,000。

### 新西兰
新西兰土地局（Land Information New Zealand, LINZ）是负责更新地形图的政府机构。LINZ的地形局包含了整个新西兰、沿海岛屿、一些太平洋岛屿及罗斯海域。在新西兰地形数据库（New Zealand Topographic Database, NZTopo）可以获取到矢量数据。新西兰地形数据库网站也提供了公众免费访问的服务。

### 瑞士
瑞士联邦地绘局（the Federal Office of Topography, Swisstopo）制作七个不同比例尺的瑞士地形图。

### 英国
英國地形測量局（Ordnance Surveyor, OS）负责制作比例尺分别为1:25,000和1:50,000的英国地形图。1:25,000比例尺的地形图称为“探索”（"Explorer"）系列，并包括了徒步旅行者比较感兴趣的“户外休闲”（Outdoor Leisure, OL）子系列。1:50,000比例尺的地形图称为“探路者”（Landranger），且封面为粉红色。还有一些详细的地形图只涵盖了部分地区，比例尺为。

### 美国
美國地質調查局（United States Geological Survey, USGS）负责制作各种不同比例尺的国家系列地形图。

### 香港
香港地政總署（測繪處）（Hong Kong Lands Department (Survey and Mapping Office), HKLD (SaMO)）負責製作比例尺为1:25,000至1:200,000的香港地形图。

### 月球
美國地質調查局曾制作月球的地形图。

## 地形图出版商
一些商业的地图出版商会制作休闲区的地形图，这些出版商包括：
- 国家地理学会出版的Trails Illustrated系列地图。最初是一家独立的公司并在1990年代后期被国家地理学会收购。
- Tom Harrison，一家加利福尼亚州的地图出版商，多次出版加利福尼亚州的地图。
- Alpine Mapping Guild出版了大量以登山为主题的地图，特别是中亚地区山脉和安第斯山脉的地图。

## 地形图范例

### 全球的1-公里地形图
这个地图来自GTOPO30的数据，并按每隔30分（约1公里）描绘了地球表面的地形，图中使用不同颜色和阴影代替等高线来显示海拔高度。
| N60-90, W150-180                                                              | N60-90, W120-150 | N60-90, W90-120 | N60-90, W60-90 | N60-90, W30-60 | N60-90, W0-30 | N60-90, E0-30 | N60-90, E30-60 | N60-90, E60-90 | N60-90, E90-120 | N60-90, E120-150 | N60-90, E150-180 |
| N30-60, W150-180                                                              | N30-60, W120-150 | N30-60, W90-120 | N30-60, W60-90 | N30-60, W30-60 | N30-60, W0-30 | N30-60, E0-30 | N30-60, E30-60 | N30-60, E60-90 | N30-60, E90-120 | N30-60, E120-150 | N30-60, E150-180 |
| N0-30, W150-180                                                               | N0-30, W120-150  | N0-30, W90-120  | N0-30, W60-90  | N0-30, W30-60  | N0-60, W0-30  | N0-60, E0-30  | N0-60, E30-60  | N0-60, E60-90  | N0-60, E90-120  | N0-60, E120-150  | N0-60, E150-180  |
| S0-30, W150-180                                                               | S0-30, W120-150  | S0-30, W90-120  | S0-30, W60-90  | S0-30, W30-60  | S0-30, W0-30  | S0-30, E0-30  | S0-30, E30-60  | S0-30, E60-90  | S0-30, E90-120  | S0-30, E120-150  | S0-30, E150-180  |
| S30-60, W150                                                                  | S30-60, W120     | S30-60, W90-120 | S30-60, W60-90 | S30-60, W30-60 | S30-60, W0-30 | S30-60, E0-30 | S30-60, E30-60 | S30-60, E60-90 | S30-60, E90-120 | S30-60, E120-150 | S30-60, E150-180 |
| S60-90, W150-180                                                              | S60-90, W120-150 | S60-90, W90-120 | S60-90, W60-90 | S60-90, W30-60 | S60-90, W0-30 | S60-90, E0-30 | S60-90, E30-60 | S60-90, E60-90 | S60-90, E90-120 | S60-90, E120-150 | S60-90, E150-180 |
| 每一块图片的分辨率都在1800×1800像素（文件大小约为1MB，60像素=1度，1像素=1分） |                  |                 |                |                |               |               |                |                |                 |                  |                  |

### 美国军事地形图

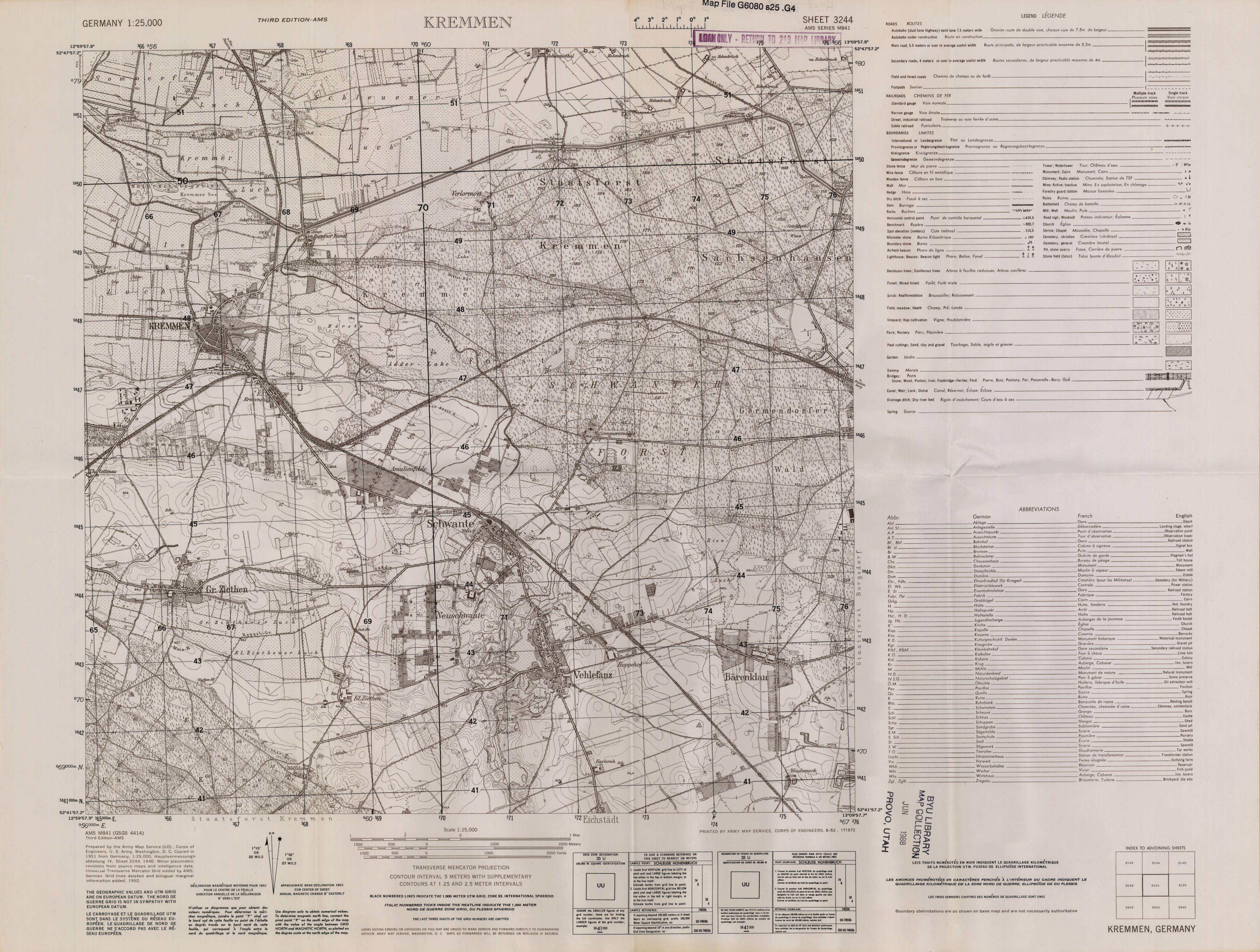
美国制作的德国克雷门小镇地图，比例尺1:25000

英语名为AMS Topographic Maps，AMS指Army Map Service，由美军在上个世纪制作，覆盖全球大多数国家，很多地区精确到比例尺1:50000，有些甚至更高，现已可以开放获取。维基媒体中也有存档 （页面存档备份，存于）。

### 苏联军事地形图
英语名为soviet military topographic map，冷战期间，苏联绘制了全世界的地形图，有部分地区甚至精确到单栋建筑的层面。后苏联解体，该地图也得以公开，目前一些网站提供下载。